# 王群
王群（おう ぐん、ワン・チュン、1957年5月3日 - ）は、中国の囲碁棋士。江蘇省出身、中国囲棋協会所属、八段。十強戦4位など。

## 経歴
1973年に集中訓練隊入り。同年、十省市囲棋招待戦少年組優勝。1978年全国囲棋個人戦で6位。新体育杯戦で1980年6位、81年5位。1982年五段に認定。1983年六段。1984年、世界アマチュア囲碁選手権戦に7戦全勝で優勝。1985年七段。1986年八段、国手戦ベスト4。1987年十強戦4位。1988-89年十強戦6位。1992、93、97年名人戦リーグ入り。2001年棋聖戦八段戦優勝。
日中スーパー囲碁には1987、88年に出場。中国囲棋甲級リーグ戦では、2003、04年北京海淀億城チームで出場、2003年には乙級の北京海淀北新チーム監督、2006-08年には甲級の北京海淀チーム監督。

### 主な戦績
- 全国囲棋個人戦 1978、90年6位
- 棋聖戦 八段戦優勝 2001年
- 日中囲碁交流
  - 1976年 4-3
  - 1979年 0-1（×星川信明）
  - 1985年 2-1 桑田泰明
  - 1986年 2-0 園田泰隆、2-1 郡寿男
  - 1987年 1-2 上村陽生
- 日中スーパー囲碁
  - 1987年 1-1（○大平修三、×山城宏）
  - 1988年 0-1（×依田紀基）